# Snehasish Mozumder
Snehasish Mozumder (* 1967) ist ein indischer Mandolinist und Vertreter der klassischen nordindischen Musik.

## Leben
Mozumder begann in seiner Kindheit unter der Anleitung seines Großvaters Bibhuty Ranjan Mozumder Tabla zu spielen. Mandolinunterricht erhielt er außer von seinem Großvater auch von seinem Vater Himangshu Mazumder und seinem Onkel Ranjan Mozumder, später von seinem Cousin Tejendra Narayan Majumdar, einem bekannten Sarodspieler. Ab 1983 begann er ein Sitarstudium bei Ajoy Sinha Roy, einem Schüler Allauddin Khans, des Gründers der Maihar Gharana, der ihn später weiter auf der Mandoline ausbildete.
Seine Lehrer für layakari (die Tempolehre in der klassischen indischen Musik) wurde Anil Palit, ein Schüler Kishan Maharajs. Nach dem Tod Roys vollendete Mozumder seine Ausbildung bei Ajoy Chakrabarty. Er trat dann bei großen Festivals in Indien auf und tourte durch verschiedene Länder Europas, Großbritannien und die USA. 2002 trat er auf Einladung von Ravi Shankar beim George Harrison Memorial Concert in der Royal Albert Hall in London auf. Sein Album Snehasish Mozumder & S.O.M. mit seiner Fusionband S.O.M. wurde 2010 im New Yorker Jazzclub Blue Note vorgestellt. Er etablierte die Mandoline als vollwertiges Soloinstrument der klassischen indischen Musik und wurde mit dem Surmani Award und dem Jadubhatta Award ausgezeichnet.

## Diskographie
- Mandolin Dreams: North Indian Mandolin & Tabla, 1996
- Worship: A Unique Indian Classic, 2001
- Different Strokes, 2001
- Free Jazz and North Indian Fusion, 2010
- Snehasish Mozumder & S.O.M., 2010
- North Indian Classical on Mandolin